# Rudolf Berger (Geiger)

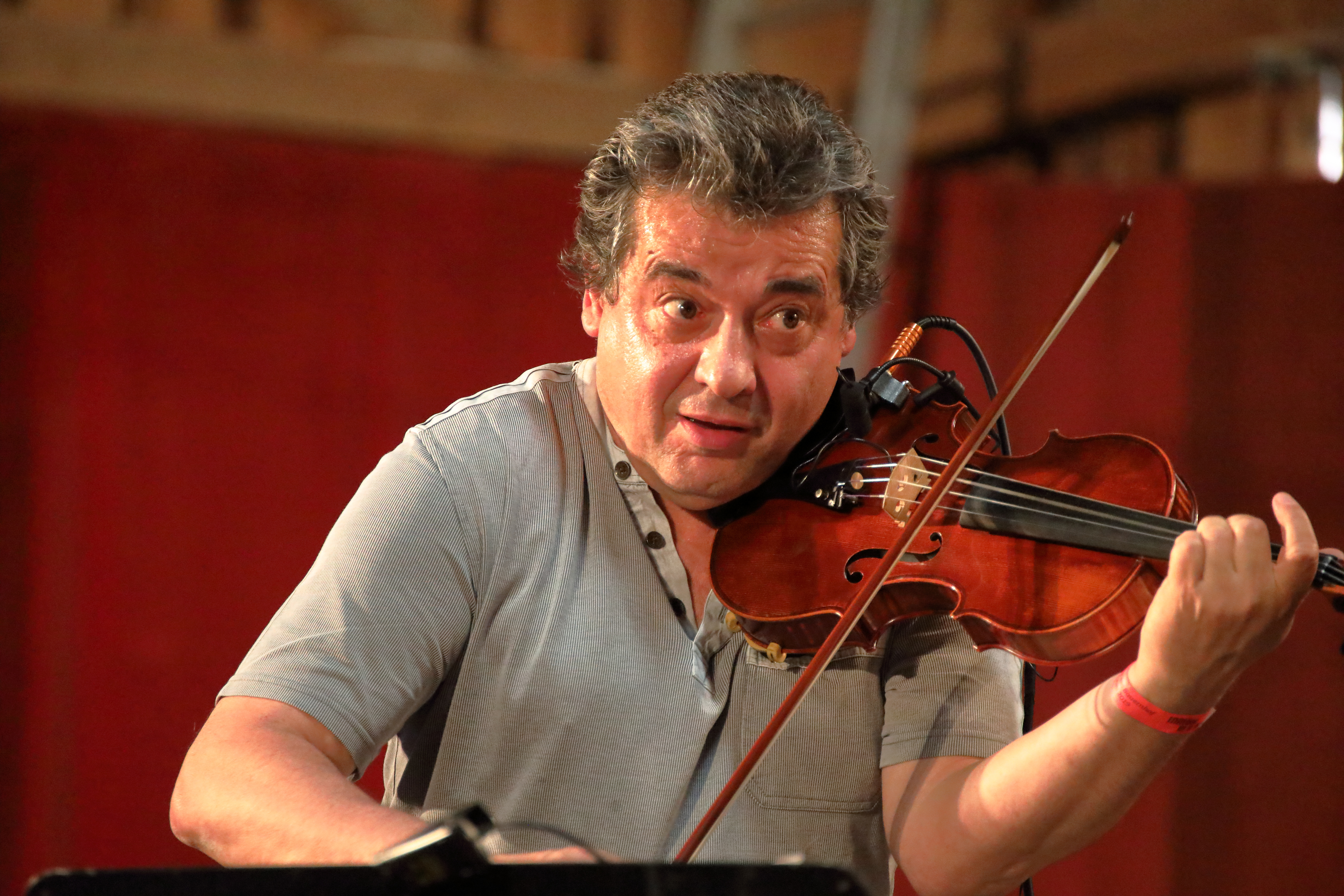
Rudolf Berger, 2019

Rudolf (Rudi) Berger (* 19. November 1954 in Wien; auch Khalid) ist ein österreichischer Jazz-Violinist, Songwriter und Komponist.

## Leben
Rudolf Berger erhielt als 4-Jähriger Geigenunterricht. Erste Auftritte als Jazzmusiker hatte er mit Jano Stoijka und Al Cook. Er war seit dessen Gründung Mitglied des Vienna Art Orchestra, mit dem er im Laufe der Zeit Tourneen und Plattenaufnahmen machte. 1986 erschien das Debütalbum First Step seiner Jazzformation Good News. Vom Jazz-Magazin Jazz Live wurde er 1985 und 1986 zum „Geiger des Jahres“ gewählt.
Im Jahr 1986 verlegte er seinen Lebensmittelpunkt von Wien nach New York City. Während dieser Zeit spielte er mit Astor Piazzolla, Defunkt, Victor Balley und Toninho Horta. Von 1998 bis 2001 lebte und arbeitete Rudi Berger in Brasilien, wo er von 1998 bis 1999 an der Universidade Federal de Minas Gerais zu einer einjährigen Gastprofessur eingeladen war. Im Jahr 2000 erschien sein Album Postcard from Brazil.
Seit 2001 ist Berger weltweit auf Tour und reist nach eigener Aussage „zwischen den Kulturen“. So nahm er allein im Jahr 2007 als Bandleader oder eingeladener Gastkünstler an Konzerten, Festivals und Tourneen in Brasilien, Kolumbien, Chile und Venezuela teil.
2014 feierte Rudi Berger sein 40-jähriges Bühnenjubiläum und gab Konzerte in Europa, den USA und Südamerika.

## Diskografie
Eigene Kompositionen auf Tonträgern:
- 1985 First Step (LP)
- 1997 Innocent Invador (CD)
- 2001 Postcard from Brazil (CD)
- 2010 In Search of Harmony (CD)

Einspielungen u. a. auf folgenden Aufnahmen:
- Jessas na, Vienna Art Orchestra
- Tango from Obango, Vienna Art Orchestra
- Chapter Two, Vienna Art Orchestra
- Moonstone, Toninioh Horta